# Guareña
Guareña és un municipi de la província de Badajoz, a la comunitat autònoma d'Extremadura.

## Personatges il·lustres
- Luis Chamizo Trigueros, escriptor i poeta.
- Antonio Hernández Mancha, advocat i polític.
- Antonia López González, metgessa i investigadora de malalties tropicals.

## Referències

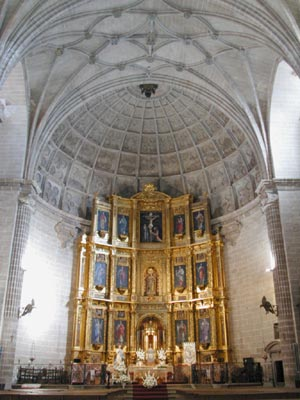
Retaule de d'església de Guareña.

## Demografia
| 1787  | 1829  | 1857  | 1962   | 1986  | 1996  |
| ----- | ----- | ----- | ------ | ----- | ----- |
| 2.524 | 3.946 | 5.234 | 10.323 | 7.787 | 7.395 |